# Сёренсен, Ян
Ян Сёренсен (дат. Jan Sørensen; 14 мая 1955, Глоструп, Копенгаген — 16 февраля 2024) — датский футболист, игравший на позиции нападающего. Наибольшую известность получил по выступлениям за бельгийский клуб «Брюгге», играл также за нидерландские команды «Твенте», «Фейеноорд» и «Аякс». Он провёл 11 матчей и забил 3 гола в составе национальной сборной Дании в период с 1977 по 1980 год.

## Карьера
Сёренсен начал карьеру в команде «Глорструп», а в 1977 году стал игроком клуба «Фрем». В том же году он ухал в Бельгию выступать за клуб «Брюгге». В 1978 году Ян с командой дошёл до финала Кубка европейских чемпионов, где проиграл английскому «Ливерпулю». Он отыграл шесть сезонов за «Брюгге», забив в общей сложности 63 гола в 185 матчах, и выиграл два титула чемпиона Бельгии. Он покинул клуб в 1983 году, и переехал в Нидерланды, где поиграл за «Твенте», «Фейеноорд», «Эксельсиор» и «Аякс». Завершил свою игровую карьеру Сёренсен в Португалии, в клубе «Портимоненсе», где затем стал главным тренером команды.
В 1997 году Ян возглавил английский «Уолсолл». Он проработал с клубом 11 месяцев, и покинул команду в мае 1998 года. Позже он работал спортивным директором в датском клубе «Видовре».

## Статистика

### Матчи Сёренсена за сборную Дании
| Матчи Сёренсена за сборную Дании | Матчи Сёренсена за сборную Дании | Матчи Сёренсена за сборную Дании | Матчи Сёренсена за сборную Дании | Матчи Сёренсена за сборную Дании | Матчи Сёренсена за сборную Дании    |
| -------------------------------- | -------------------------------- | -------------------------------- | -------------------------------- | -------------------------------- | ----------------------------------- |
| №                                | Дата                             | Соперник                         | Счёт                             | Голы Сёренсена                   | Соревнование                        |
| 1                                | 30 января 1977                   | Гамбия                           | 4:1                              | 1                                | Товарищеский матч                   |
| 2                                | 2 февраля 1977                   | Сенегал                          | 3:2                              | —                                | Товарищеский матч                   |
| 3                                | 13 апреля 1977                   | Болгария                         | 1:3                              | 1                                | Товарищеский матч                   |
| 4                                | 1 мая 1977                       | Польша                           | 1:2                              | —                                | Чемпионат мира 1978 (отбор)         |
| 5                                | 1 июня 1977                      | Норвегия                         | 2:0                              | 1                                | Товарищеский матч                   |
| 6                                | 21 сентября 1977                 | Польша                           | 1:4                              | —                                | Чемпионат мира 1978 (отбор)         |
| 7                                | 24 мая 1978                      | Ирландия                         | 3:3                              | —                                | Чемпионат Европы 1980 (отбор)       |
| 8                                | 31 мая 1978                      | Норвегия                         | 2:1                              | —                                | Чемпионат Северной Европы 1978—1980 |
| 9                                | 14 ноября 1979                   | Испания                          | 3:1                              | —                                | Товарищеский матч                   |
| 10                               | 21 мая 1980                      | Испания                          | 2:2                              | —                                | Товарищеский матч                   |
| 11                               | 4 июня 1980                      | Норвегия                         | 3:1                              | —                                | Чемпионат Северной Европы 1978—1980 |

Итого: 11 матчей / 3 гола; 6 побед, 2 ничьи, 3 поражения.

## Достижения

### Как игрок

#### «Брюгге»[5]
- Чемпион Бельгии: 1977/78, 1979/80
- Финалист Кубка Бельгии: 1978/79, 1982/83[6]
- Обладатель Супекркубка Бельгии: 1980
- Финалист Кубка европейских чемпионов: 1977/78[7]
- Обладатель Кубка Кирин: 1981[8]